# Mina de diamantes Catoca
A mina de diamantes Catoca, ou simplesmente mina de Catoca, é uma mina de diamantes em operação desde 1996. Está localizada no território do município de Saurimo, província da Lunda Sul, em Angola.
A Mina de Catoca possui 639 mil metros quadrados de extensão. Emprega mais de 3.300 funcionários, e é a 4ª maior diamantífera do mundo.

## Localização
A mina de diamantes Catoca está localizada em Angola, na província de Lunda Sul, próxima à cidade de Saurimo. Seu quimberlito é o quarto maior do mundo, com uma chaminé de 600 metros de profundidade.

## Operação
A mina é operada e explorada pelo empreendimento conjunto Sociedade Mineira de Catoca Ltda. Compõem a Sociedade Mineira de Catoca os capitais da Endiama-E.P (capital misto angolano), Alrosa (capital russo), Daumonty (capital israelense) e Odebrecht (capital brasileiro).
O capital investido na Sociedade Mineira de Catoca - SMC têm as seguintes participações:
- Endiama (Angola): 41%
- Alrosa (Rússia): 41%
- Lev Leviev International – LLI (China): 18,0%

## Geologia
Geologicamente, o tubo de quimberlita Catoca está entre os maiores depósitos de diamantes primários do mundo. A erupção da quimberlita é datada como Cretáceo e seu colapso permitiu a preservação de trilhas de dinossauros e mamíferos.
O edifício vulcânico de Catoca está apenas ligeiramente erodido. As rochas quimberlíticas de várias fácies compõem uma cratera de cerca de 1 km de diâmetro e um diatreme. A estrutura da tubulação e as condições de mineração do depósito são complicadas por intensos processos tectônicos de intrapipe relacionados à subsidência de grande amplitude.